# Pitchshifter
I Pitchshifter, originariamente conosciuti come Pitch Shifter, sono un gruppo musicale industrial metal britannico proveniente da Nottingham.

## Storia del gruppo
La storia della band può essere analizzata attraverso due epoche, riflettendo la transizione della band dal nome "Pitch Shifter" a "Pitchshifter". La band è stata formata nel 1989 da Johnny A. Carter (chitarra solista, programming) e Mark Clayden (basso, cori), con Stuart Toolin (chitarra ritmica) e JS Clayden (cori). JS Clayden occupò subito il posto di cantante e co-programmatore con l'EP Submit nel 1992.

### 'Pitch Shifter' (1991-1996)
Nel loro primo periodo, hanno contribuito ad espandere i confini dell'industrial metal britannico, con la riproduzione di uno stile fortemente influenzato dalla musica dei Godflesh (anche se più lineare e con meno dinamica), che hanno definito Death Industrial; fondendo riff di chitarra molto pesanti (con accordature ribassate) con drum machine, campionamenti e uno stile vocale death. I loro lavori, di questo periodo sono stati riconosciuti da parte dei membri dei Fear Factory, Neurosis e Killing Joke per la sua pura intensità .
Il loro secondo album, a metà tra Ministry e Scorn, era uno spaccato industriale di Birmingham.
Più tardi sperimentarono varie tecniche innovative della musica elettronica, con campionamenti ed elementi di hip hop, contribuendo alla creazione di un industrial metal molto influente con i loro album Desensitized e Infotainment ?, che li istituiscono come una delle più rispettate band nell'underground britannico. Il suono di questo periodo può essere visto come il ponte tra le loro precedenti album come Industrial e Submit, e il successivo cambio dell'epoca 'Pitchshifter'.

### 'Pitchshifter' (1998-oggi)
Nella seconda era, la band ha cambiato in maniera significativa il proprio sound, suonando una fusione di rock, metal e musica dance, con JS Clayden che cambia il proprio stile vocale da quello più 'rumoroso' della prima era in uno che è ora considerato come 'Voce Pitchshifter'. Questo loro nuovo sound, che fonde elementi di rock, metal, drum and bass, trip hop, techno e altro, è chiaramente udibile nell'album www.pitchshifter.com, che è generalmente considerato come il loro sforzo di conquista. Le tracce selezionate da questo album sono state inserite nelle colonne sonore per i videogame Test Drive 5 e Twisted Metal 3.
Il loro nuovo stile musicale, che è diventato ormai il marchio di fabbrica della band, è stato ulteriormente sviluppato e perfezionato negli album in studio come Deviant e PSI, guadagnando un pubblico vasto e fedele (che ancora li segue attraverso la loro 'pausa indeterminata') e influenzando band come ad esempio Lostprophets e Hundred Reasons, che hanno anche supportato la band in numerosi tour.
I fan del loro primo periodo sono stati più polarizzati dal cambiamento della direzione musicale dei Pitchshifter; alcuni hanno accettato il 'nuovo stile' come logica progressione del sound della band, altri, i cosiddetti detrattori, hanno ritenuto essere il nuovo stile troppo 'radio friendly' e/o musicalmente superficiale, carente delle atmosfere profonde, biliari ed esoteriche presenti invece nei vecchi album. Va rilevato, tuttavia, che il frontman JS Clayden ha più volte dichiarato che non adora i vecchi album e che ritiene di aver fatto tutto quello che potevano con stile, per cui è improbabile che non avrebbero mai più pubblicato materiale tipico del suono dell'epoca "Pitch Shifter" in ogni caso.
I Pitchshifter si sono amichevolmente sciolti dopo il tour nei club "Farewell for now" nel Regno Unito nel 2003, ma sono riuniti di volta in volta per casuali apparizioni nel Regno Unito ai festival (Bulldog Bash) e presso sedi di grandi dimensioni come il London Astoria E il Nottingham Rock City. Gli ultimi concerti della reunion durante il tour "Back From the Dead" nel 2006 hanno visto la band distribuire gratuitamente a tutti i partecipanti copie del CD di None for All and All for One, contenente due nuove canzoni dal vivo, alimentando le voci che i Pitchshifter continuassero a scrivere segretamente nuovo materiale in studio durante la loro auto-imposta pausa (anche se queste voci non sono mai state confermate dal frontman JS Clayden).
Attraverso vari cambiamenti di formazione e due incarnazioni, la band ha pubblicato otto album in studio e numerosi singoli ed EP. Hanno collaborato in studio con: Jello Biafra (cantante di Dead Kennedys), John Stanier (batterista degli Helmet), Dave Jerden (produttore degli Alice in Chains, The Offspring) e Machine (produttore/remixer di White Zombie, Lostprophets). I Pitchshifter hanno anche remixato altre band, ad esempio Stereophonics e Pigface, e hanno commissionato il remix di Therapy?, Biohazard, Luke Vibert e Fuzz Townshend tra l'altro.
Nel corso della loro carriera, i Pitchshifter hanno suonato live in venticinque paesi, con band del calibro di Metallica, Black Sabbath, Iggy Pop, Fear Factory, The Offspring, Bad Religion, Deftones, Quicksand, Junkie XL, Fugazi, Incubus, Ministry, Staind, Pantera e molti altri. La band ha anche partecipato a numerosi festival in tutto il mondo, come ad esempio Ozzfest, Warped Tour, Reading Festival, Livid, Big Day Out, Dynamo Open Air e Phoenix Festival.